# چه کسی مرگ او را دید؟
چه کسی مرگ او را دید؟ (به سوئدی: Ole dole doff) فیلمی سیاه و سفید، محصول سال ۱۹۶۸ میلادی از سینمای سوئد و ساختهٔ کارگردان بزرگ سوئدی، یان تروئلاست. دومین ساختهٔ بلند یان تروئل، توانست در هجدهمین دورهٔ جشنوارهٔ بین‌المللی فیلم برلین در سال ۱۹۶۸، جایزهٔ خرس طلایی بهترین فیلم جشنواره را از آن خود کند.
یان تروئل، فیلم خود، (چه کسی مرگ او را دید؟) را یک تنه ساخت. او علاوه بر کارگردان، فیلمبردار، تدوین گر و یکی از نویسندگان فیلم سیاه و سفید خود هم بود.

## داستان فیلم
معلمی وظیفه شناس، در مدرسه ای تدریس می‌کند که دانش آموزان آن بشدت یاغی و بی‌اخلاق هستند و به هر شکلی که قادر هستند، معلم حساس خود را آزار می‌دهند. سراسر فیلم صحنهٔ مبارزهٔ این معلم برای تربیت و آموزش به این دانش آموزان و از آن طرف یاغی‌گری و توحش دانش آموزان است…

## توضیحات فیلم
پر اسکارشون در نقش معلمی که تضاد شخصیت خود و دانش آموزان، به حدی شدید شکنجه‌اش می‌دهد، با آن چهرهٔ استخوانی و غم زده‌اش عالی و به یاد ماندنی است. فیلم تروئل، بسیار تلخ است و هشدار و تلنگری شدید به نسلی که با توحش خود، بر اسب زمان سوار شده‌اند. به راستی که قبل از استنلی کوبریک که در پرتقال کوکی، این هشدار را علنی کرد، تروئل با داستان ساده‌اش، ندای انسانی سر داده‌است. فیلم کمتر دیده شد و شاید تنها منتقدانی که به فیلم تروئل بها دادند، همان اعضای هیئت داوران جشنوارهٔ برلین بودند که به ریاست لوییس گارسیا برلانگای اسپانیایی، پنج جایزهٔ مختلف جشنواره را به چه کسی مرگ او را دید؟ اهدا کردند.
1. ↑  Who Saw Him Die? (1968) - IMDb (به انگلیسی), retrieved 2021-08-27
2. ↑  "Ole dole doff (1968) - SFdb" (به انگلیسی). Retrieved 2021-08-27.